# Gbaka

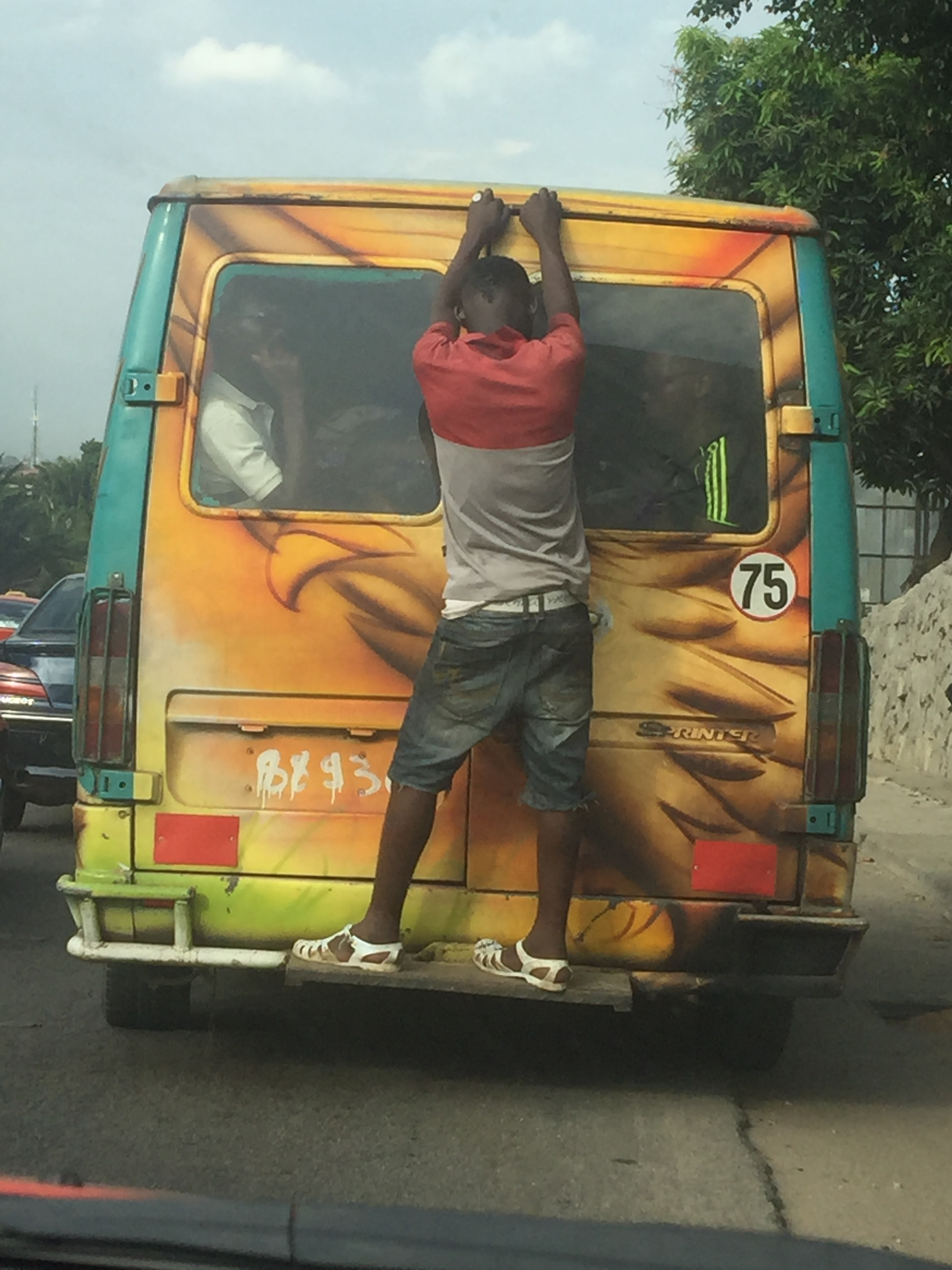
Un apprenti Gbaka à Abidjan

Le Gbaka  est un mini-car de transport en commun en service à Abidjan. C'est un moyen de transport populaire avec des lignes régulières et à prix forfaitaire dans la capitale économique de la Côte d'Ivoire.

## Histoire
Historiquement, le nom «gbaka» a été donné à ce type de véhicule à cause de leur vétusté et leur mode de fonctionnement hétérogène. Le nom Gbaka en Malinké signifie caisse ou cage qui généralement sont utilisées pour les animaux, histoire de ressortir le caractère vétuste de ces véhicules, vieux, non fiables.
Les dessertes en gbaka ont commencé timidement avec les premières vagues de peuplement de la commune de Yopougon en 1971. Ils ont surgi en réaction à l'insuffisance de l'offre de transports publics représentés par la Société des Transports Abidjanais (SOTRA) et les taxis compteurs.
Mais c'est véritablement l'extension de la nouvelle commune de Yopougon des années 1977-1979 et l'accroissement de la demande qui a fait propulser de façon remarquable les «minibus 1000 kg» Renault appelés «gbaka».

## Description
Les Gbakas sont généralement  de 18 places et de marques Mercedes-Benz, Isuzu, Mazda. Ils ont la particularité d'être gérés par le binôme chauffeur-apprenti. L'apprenti est une jeune personne qui joue le double rôle de rabatteur de clients et de réception du titre de transport des passagers. L'apprenti s'accroche à la portière du véhicule, attire l'attention par des gesticulations et des acrobaties qui lui valent d'être également appelé balanceur.
Le gbaka est  utilisé pour les déplacements vers certaines localités périphériques d'Abidjan, notamment Bingerville, Dabou. Les communes du district d'Abidjan où l'on trouve des lignes de gbaka sont : Abobo, Adjamé, Attécoubé, Bingerville, Cocody et Yopougon. Les conducteurs de gbaka, souvent surnommés « frappeurs », sont régulièrement critiqués pour leur conduite jugée imprudente et non conforme au code de la route.
Le titre Gbaka du chanteur Daouda les décrit et aurait contribué à leur sauvegarde dans les années 1970.

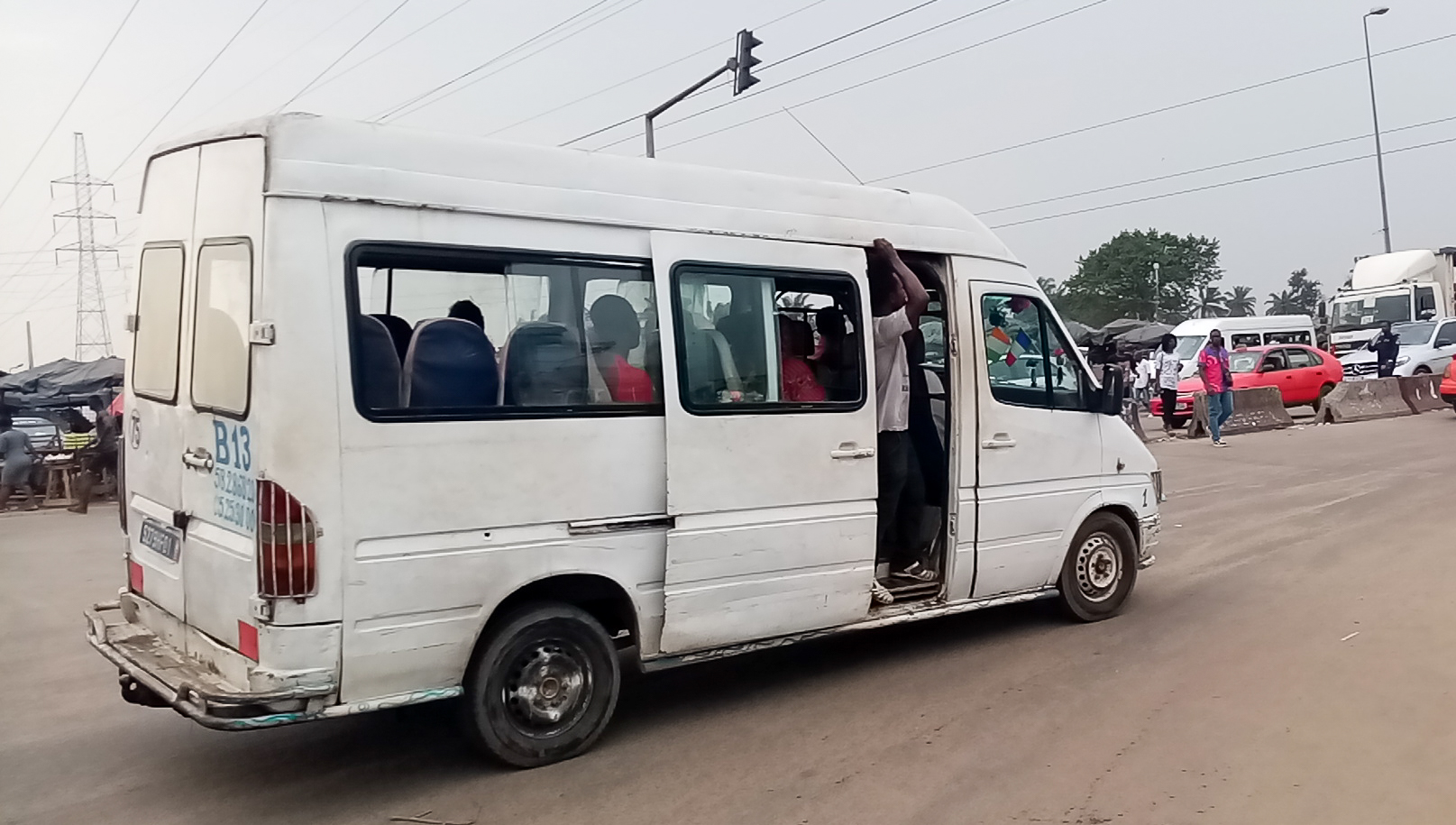
Gbaka d'Abidjan